# MAD Lions
MAD Lions là một tổ chức thể thao điện tử Tây Ban Nha thuộc sở hữu của OverActive Media. Đội Liên Minh Huyền Thoại của họ, được đổi tên từ Splyce, thi đấu ở giải đấu cấp cao nhất Châu Âu của bộ môn Liên Minh Huyền Thoại, LEC.
MAD Lions đã giành được danh hiệu LEC đầu tiên vào ngày 11 tháng 4 năm 2021, sau khi quét sạch Rogue trong trận chung kết Giải mùa xuân.

## Liên Minh Huyền Thoại

### Lịch sử

#### Trước khi tham gia LEC
MAD Lions được thành lập vào ngày 31 tháng 8 năm 2017 để thi đấu tại giải đấu Liên minh huyền thoại chuyên nghiệp của Tây Ban Nha. Đội bắt đầu thi đấu tại SuperLiga Orange của Tây Ban Nha (trước đây là División de Honor) và ngày càng nổi tiếng khi liên tục đứng đầu khu vực, đủ điều kiện tham dự giải đấu European Masters danh giá và vô địch giải đấu trong lần xuất hiện thứ hai vào mùa hè năm 2018. Tổ chức cũng bắt đầu mở rộng trên toàn cầu, tài trợ cho một số đội ở Mỹ Latinh dưới thương hiệu MAD Lions.
Vào tháng 5 năm 2019, có thông báo rằng MAD Lions đã được OverActive Media mua lại. Công ty sau đó đã công bố ý định giải thể công ty con thể thao điện tử khác của mình, Splyce, vào cuối năm đó. Đội Liên minh huyền thoại của Splyce sau đó đã đổi tên thương hiệu MAD Lions vào tháng 11 năm 2019, trong khi đội Liên minh huyền thoại ban đầu của MAD Lions được đổi tên thành MAD Lions Madrid.

#### Mùa giải 2020
Đội hình LEC đầu tiên của MAD Lions cho Giải mùa xuân 2020 bao gồm bốn tân binh—Orome, Shad0w, Carzzy, Kaiser và một cựu thành viên của Splyce, Humanoid. Bất chấp những kỳ vọng rằng đội sẽ chỉ đủ điều kiện tham dự vòng loại trực tiếp dành cho đội thua hoặc hoàn toàn không đủ điều kiện, MAD Lions đã đứng thứ tư trong mùa giải và giành được một suất trong nhánh thắng. G2 Esports đã chọn MAD Lions làm đối thủ ở vòng play-off đầu tiên và được kỳ vọng sẽ giành chiến thắng trước MAD Lions với tư cách là ứng cử viên vô địch mùa xuân. Tuy nhiên, MAD Lions đã đánh bại G2 Esports, đẩy G2 vào nhánh thua. MAD Lions sau đó đã bị đẩy xuống nhánh thua sau khi bị Fnatic quét sạch ở vòng thứ hai của nhánh thắng Giải đấu đầu tiên của MAD Lions đã kết thúc khi họ để thua G2 Esports trong trận tái đấu ở vòng cuối cùng của nhánh thua.
MAD Lions giữ lại toàn bộ đội hình mùa xuân của họ cho Giải LEC mùa hè 2020. MAD đứng thứ hai trong mùa giải và bắt đầu vòng loại trực tiếp trong nhánh thắng. MAD Lions đã thua trong trận tái đấu với G2 Esports ở vòng đầu tiên của nhánh thắng và buộc phải vượt qua nhánh thua một lần nữa. MAD Lions đã đánh bại được Schalke ở vòng thứ hai của nhánh thua, nhưng bị Rogue quét sạch ở vòng thứ ba và kết thúc mùa giải ở vị trí thứ tư.
Vị trí thứ tư của MAD Lions trong giải mùa hè đã giúp họ đủ điều kiện tham dự vòng play-in của Chung kết thế giới 2020. Là một đội đến từ một khu vực lớn, MAD Lions được nhiều nhà phân tích kỳ vọng sẽ đủ điều kiện tham gia Sự kiện chính. Tuy nhiên, MAD Lions xếp thứ 4 trong số năm đội trong bảng của họ và bị loại khỏi Chung kết Thế giới bởi SuperMassive của Thổ Nhĩ Kỳ ở vòng Knockout.

#### Mùa giải 2021
Trước Giải LEC mùa xuân 2021, Orome và Shad0w lần lượt được thay thế bằng Armut và Elyoya, cả hai đều đã ra mắt tại LEC. Armut trước đây là người đi đường trên của SuperMassive, đội đã loại MAD Lions khỏi Chung kết thế giới năm 2020. MAD Lions đứng thứ ba trong mùa giải và một lần nữa bắt đầu ở nhánh thắng. MAD Lions đã đánh bại Rogue ở vòng đầu tiên của nhánh thắng, giành quyền vào vòng thứ hai. Ở đó, MAD Lions đã đánh bại G2 Esports và tiến vào trận chung kết LEC đầu tiên của họ. Mặc dù bị dẫn trước 0–2, MAD Lions vẫn lội ngược dòng đánh bại Rogue trong một trận chung kết đầy cam go, giành lấy danh hiệu LEC đầu tiên của họ.

### Thành tích
| Thứ hạng | Giải đấu                     | Kết quả (T–B)           |
| -------- | ---------------------------- | ----------------------- |
| 4        | LEC Mùa Xuân 2020            | 11–7                    |
| 3        | Play-offs LEC Mùa Xuân 2020  | 1–3 (vs. G2 Esports)    |
| 2        | LEC Mùa Hè 2020              | 12–6                    |
| 4        | Play-offs LEC Mùa Hè 2020    | 0–3 (vs. Rogue)         |
| 19–20    | Chung kết thế giới 2020      | 2–3 (vs. SuperMassive)  |
| 3        | LEC Mùa Xuân 2021            | 10–8                    |
| 1        | Play-offs LEC Mùa Xuân 2020  | 3–2 (vs. Rogue)         |
| 3–4      | Mid-Season Invitational 2021 | 2–3 (vs. DWG KIA)       |
| 3        | LEC Mùa Hè 2021              | 12–6                    |
| 1        | Play-offs LEC Mùa Hè 2021    | 3–1 (vs. Fnatic)        |
| 5–8      | Chung kết thế giới 2021      | 0–3 (vs. DWG KIA)       |
| 7        | LEC Mùa Xuân 2022            | 8–10                    |
| 2        | LEC Mùa Hè 2022              | 12–6                    |
| 4        | Play-offs LEC Mùa Hè 2022    | 1–3 (vs. Fnatic)        |
| 17–18    | Chung kết thế giới 2022      | 0–3 (vs. Evil Geniuses) |
| 2        | LEC Mùa Đông 2023            | 7–2                     |
| 2        | Play-offs LEC Mùa Đông 2023  | 0–3 (vs. G2 Esports)    |
| 8        | LEC Mùa Xuân 2023            | 3–6                     |
| 1        | Play-offs LEC Mùa Xuân 2023  | 3–2 (vs. Team BDS)      |
| 7–8      | Mid-Season Invitational 2023 | 0–3 (vs. G2 Esports)    |
| 7        | LEC Mùa Hè 2023              | 4–5                     |
| 3        | LEC Chung kết năm 2023       | 1–2 (vs. Fnatic)        |
| 12–14    | Chung kết thế giới 2023      | 0–2 (vs. Weibo Gaming)  |
| 4        | LEC Mùa Đông 2024            | 5–4                     |